# Brasília Templários
Brasília Templários  é uma equipe de futebol americano brasileira, sediada em Brasília, no Distrito Federal. Foi fundada em outubro de 2014, filiada a CBFA [1] e que disputa o Campeonato Brasileiro de Futebol Americano.